# Suze (Drôme)
Pour les articles homonymes, voir Suze (homonymie).
Suze-sur-Crest redirige ici.
Suze est une commune française située dans le département de la Drôme, en région Auvergne-Rhône-Alpes.

## Géographie

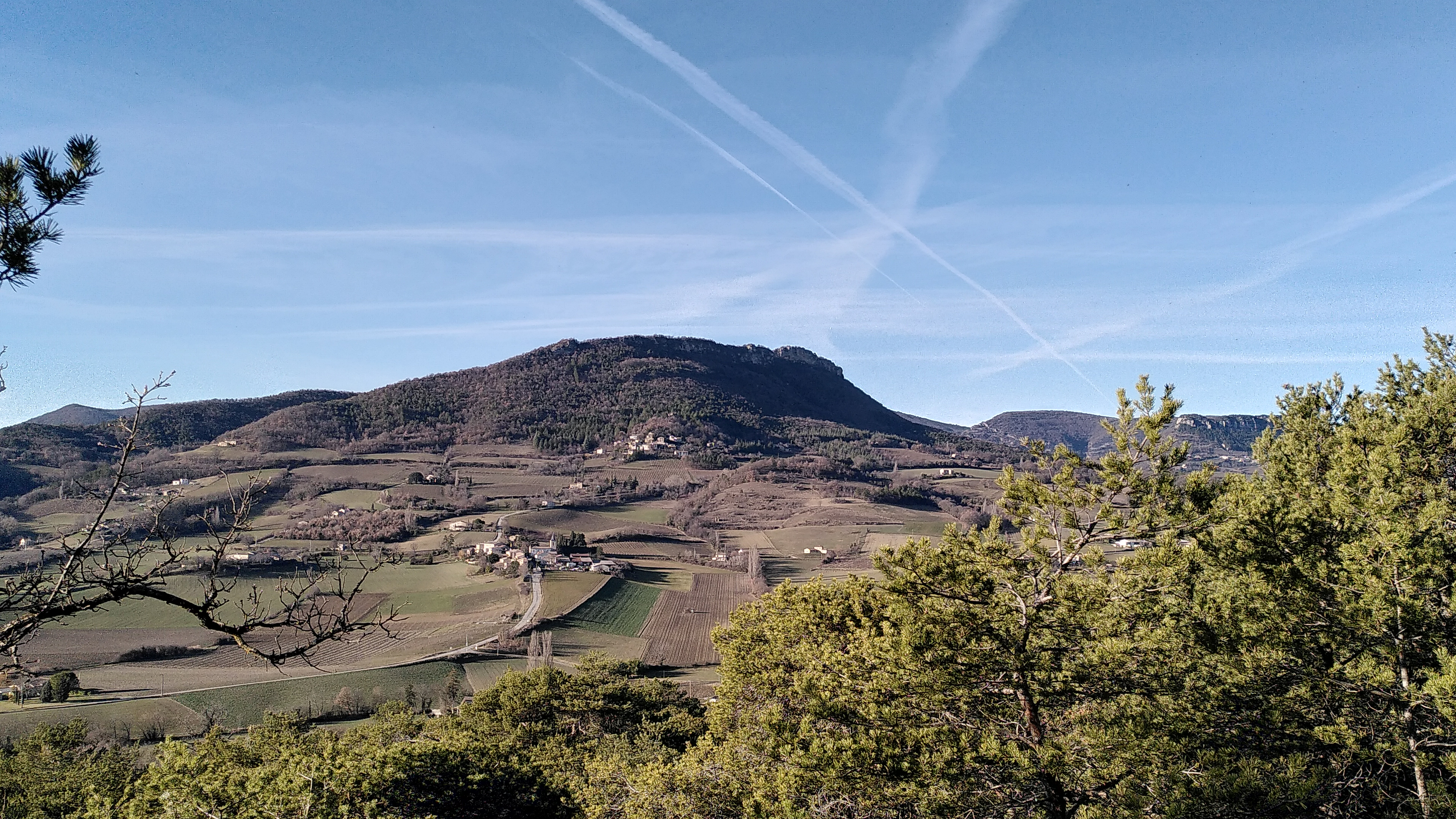
Le hameau principal, les Jaux, puis le Vieux Village au second plan.

### Localisation
La commune est située à 12 km au nord-est de Crest (chef-lieu du canton).

### Hydrographie
La commune est traversée par la Romane.

### Climat
Pour des articles plus généraux, voir Climat d'Auvergne-Rhône-Alpes et Climat de la Drôme.
En 2010, le climat de la commune est de type climat méditerranéen altéré, selon une étude du Centre national de la recherche scientifique s'appuyant sur une série de données couvrant la période 1971-2000. En 2020, Météo-France publie une typologie des climats de la France métropolitaine dans laquelle la commune est exposée à un climat de montagne ou de marges de montagne et est dans la région climatique  Alpes du sud, caractérisée par une pluviométrie annuelle de 850 à 1 000 mm, minimale en été. 
Pour la période 1971-2000, la température annuelle moyenne est de 12,4 °C, avec une amplitude thermique annuelle de 17,4 °C. Le cumul annuel moyen de précipitations est de 953 mm, avec 7,8 jours de précipitations en janvier et 4,6 jours en juillet. Pour la période 1991-2020, la température moyenne annuelle observée sur la station météorologique de Météo-France la plus proche, « Beaufort-S-Gervanne », sur la commune de Beaufort-sur-Gervanne à 3 km à vol d'oiseau, est de 12,8 °C et le cumul annuel moyen de précipitations est de 936,4 mm,. Pour l'avenir, les paramètres climatiques de la commune estimés pour 2050 selon différents scénarios d'émission de gaz à effet de serre sont consultables sur un site dédié publié par Météo-France en novembre 2022.

## Urbanisme

### Typologie
Au 1er janvier 2024, Suze est catégorisée commune rurale à habitat très dispersé, selon la nouvelle grille communale de densité à 7 niveaux définie par l'Insee en 2022.
Elle est située hors unité urbaine. Par ailleurs la commune fait partie de l'aire d'attraction de Crest, dont elle est une commune de la couronne,. Cette aire, qui regroupe 17 communes, est catégorisée dans les aires de moins de 50 000 habitants,.

### Occupation des sols
L'occupation des sols de la commune, telle qu'elle ressort de la base de données européenne d’occupation biophysique des sols Corine Land Cover (CLC), est marquée par l'importance des territoires agricoles (52,6 % en 2018), une proportion sensiblement équivalente à celle de 1990 (51,9 %). La répartition détaillée en 2018 est la suivante : 
forêts (47,4 %), zones agricoles hétérogènes (28,1 %), terres arables (13,1 %), prairies (10,8 %), cultures permanentes (0,7 %). L'évolution de l’occupation des sols de la commune et de ses infrastructures peut être observée sur les différentes représentations cartographiques du territoire : la carte de Cassini (XVIIIe siècle), la carte d'état-major (1820-1866) et les cartes ou photos aériennes de l'IGN pour la période actuelle (1950 à aujourd'hui).

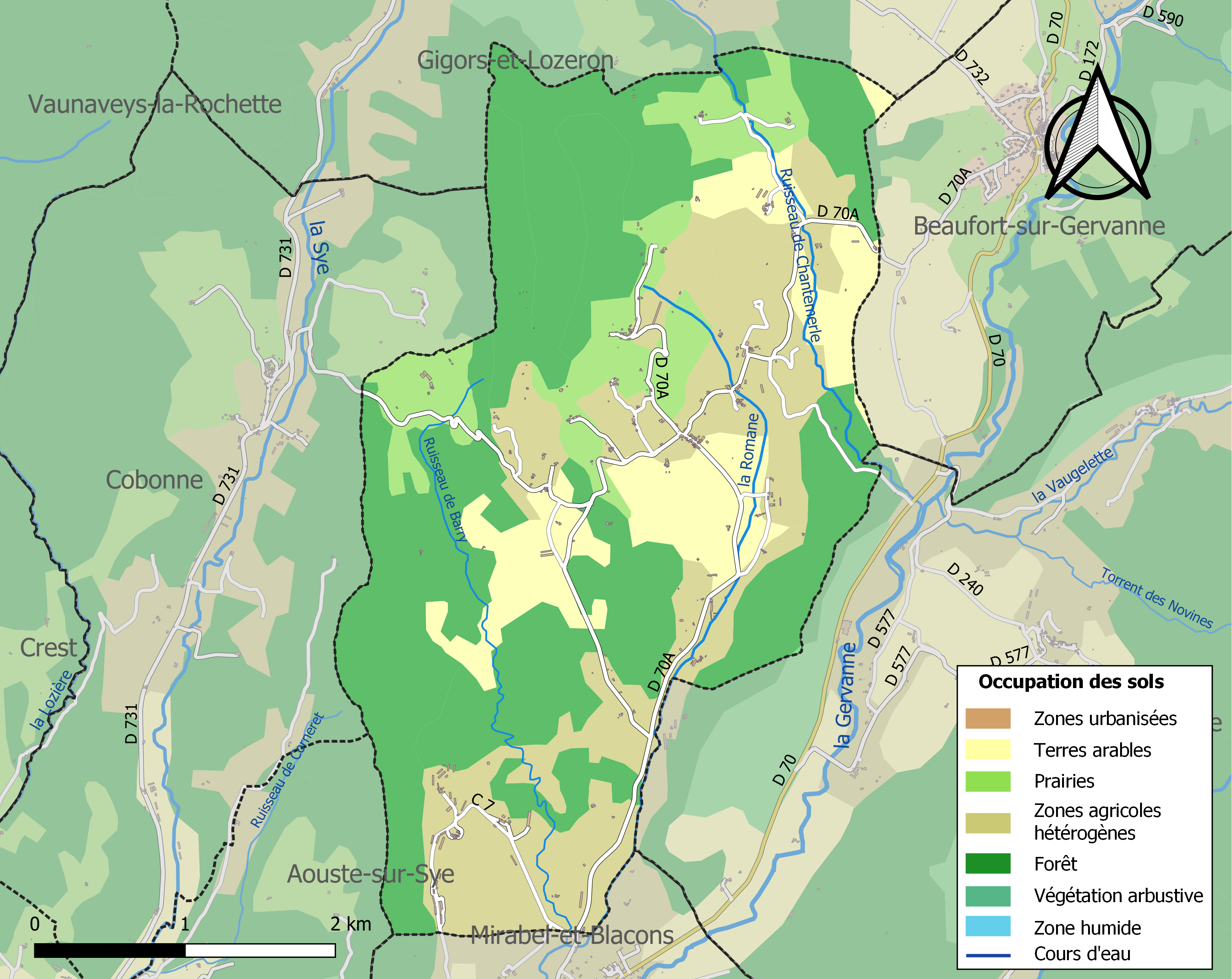
Carte des infrastructures et de l'occupation des sols de la commune en 2018 (CLC).

### Morphologie urbaine
La commune n'a pas de village-centre ; l'habitat est dispersée. Le vieux Suze est au nord sur une pente montagneuse. La mairie se trouve aujourd'hui plus bas dans le hameau des Jaux.

#### Hameaux et lieux-dits
Liste (par ordre alphabétique) :
- Boussonelle[12]
- Bovet[12]
- Cabane[12]
- Chantemerle[12]
- Courrier[12]
- Dardat[12]
- Dragon[12]
- Ferrande[12]
- Gaillard[12]
- Gousson[12]
- La Grange[12]
- La Maison Carrée[12]
- La Padet[12]
- La Plaine[12]
- Larary[12]
- Le But[12]
- Le Clos[12]
- Le Juncha[12]
- Le Mas[12]
- Le Merle[12]
- Les Baraudières[12]
- Les Batailles[12]
- Les Brus[12]
- Les Châteaux[12]
- Les Davins[12]
- Les Jaux[12]
- Les Menus[12]
- Les Perriers[12]
- Les Reyniers[12]
- Les Saguines[12]
- Les Tuilières[12]
- Le Vieux-Suze[13] (ou Suze[12])
- Maréchal[12]
- Morin[12]
- Pas de Porte[12]
- Rolland[12]

## Toponymie

### Attestations
Dictionnaire topographique du département de la Drôme :
- 1163 : castrum Sausie (cartulaire de Die, 34).
- 1178 : Exequtia, Secusia et Secussia (cartulaire de Léoncel, 78).
- 1201 : castrum de Seuza (Valbonnais, I, 122).
- 1290 : Sequsia (cartulaire de Léoncel, 262).
- 1332 : Seusa la viella et la novella (Gall. christ., XVI, 130).
- 1332 : mention du village de Suze : Seuza la Novella (Gall. christ., XVI, 130).
- XIVe siècle : Secuzia (pouillé de Die).
- 1391 : Suzez les Vieilles et les Neuves (choix de docum., 214).
- 1391 : mention du village de Suze : Suzez les Neuves (choix de docum., 214).
- 1442 : castrum Secussiarum et Due Secuzie (choix de docum., 268).
- 1449 : Secussiis (pouillé hist.).
- 1450 : Excecussiis (Rev. de l'évêché de Die).
- 1450 : mention de la paroisse : cura de Secussiis (Rev. de l'évêché de Die).
- 1458 : mention du village de Suze : Secusiae juvenae (archives de l'Isère, B 2767).
- 1519 : mention de la paroisse : cura Secussarium (rôle de décimes).
- 1529 : Suzo (archives hosp. de Crest).
- XVIe siècle : mention de la paroisse : capella de Secusia (pouillé de Die).
- 1628 : Suze en Dyes (archives de Vaunaveys).
- 1891 : Suze, commune du canton de Crest-Nord. Le chef-lieu est au hameau des Jaux.

La commune est également nommée Suze-sur-Crest afin de ne pas confondre avec Suze-la-Rousse, autre commune du sud de la Drôme (usage non officiel)[réf. nécessaire].

## Histoire

### Du Moyen Âge à la Révolution
La seigneurie :
- Au point de vue féodal, Suze était une terre du fief des comtes de Diois[13].
- Elle devient une terre du fief des évêques de Die[14] dès le XIIIe siècle[13].
- Elle est possédée par une famille de son nom[14].
- 1288 : la terre est acquise par les comtes de Valentinois[14].
- 1307 : elle est inféodée aux Clermont-Montoison, derniers seigneurs[14].

Avant 1790, Suze était une communauté de l'élection de Montélimar et de la sénéchaussée de Crest.

Elle formait une paroisse du diocèse de Die dont l'église était dédiée à saint Martin. Les dîmes appartenaient au prieur du lieu qui présentait à la cure (voir Saint-Romain).

#### Les Jaux
Hameau, chef-lieu de la commune de Suze :
- 1765 : le cultil des Jaux (archives de la Drôme, 509)[15].
- (non daté) : Les Geaux (carte d'état-major)[15].
- 1891 : Les Jeaux[14] ou Les Jaux[15].

#### Saint-Romain
Ancien prieuré de l'ordre de Saint-Antoine et de la dépendance de la commanderie de Saint-Médard. Son titulaire avait les dîmes de la paroisse de Suze.
- 1185 : ecclesia Sancti Romani et balma Sancti Romani (cartulaire de Léoncel, 41).
- XIVe siècle : prioratus Sancti Romani de Secussia (pouillé de Die).
- 1446 : prioratus de Secussiis (pouillé hist.).
- 1765 : Saint Roman (archives de la Drôme, E 509).
- 1891 : Saint-Romain, église ruinée, cimetière et quartier de la commune de Suze.

### De la Révolution à nos jours
En 1790, la commune est comprise dans le canton d'Aouste. La réorganisation de l'an VIII la place dans le canton de Crest-Nord.

## Politique et administration

### Liste des maires
| Période                                                                   | Période                        | Identité                             | Étiquette | Qualité                                |
| ------------------------------------------------------------------------- | ------------------------------ | ------------------------------------ | --------- | -------------------------------------- |
| Les données manquantes sont à compléter.                                  |                                |                                      |           |                                        |
| 1790                                                                      | 1811                           | Louis Rafflin                        |           |                                        |
| 1811                                                                      | 1812                           | Bruyère                              |           |                                        |
| 1812                                                                      | 1830                           | Jean-Pierre Morel                    |           |                                        |
| 1830                                                                      | 1834                           | Jean-Pierre Rafflin, père            |           |                                        |
| 1834                                                                      | 1836                           | Pierre Matras                        |           |                                        |
| 1836                                                                      | 1840                           | Jean-Jacques Vincent                 |           |                                        |
| 1840                                                                      | 1842                           | Jean Antoine Raffin                  |           |                                        |
| 1842                                                                      | 1846                           | Joseph Davin                         |           |                                        |
| 1846                                                                      | 1847                           | Juge                                 |           |                                        |
| 1847                                                                      | 1852                           | Jean-Antoine Cabane                  |           |                                        |
| 1852                                                                      | 1860                           | Jean-Antoine Raffin                  |           |                                        |
| 1860                                                                      | 1869                           | Paul Morel                           |           |                                        |
| 1869                                                                      | 1870                           | Joseph Rostaing                      |           |                                        |
| 1870                                                                      | 1871                           | ?                                    |           |                                        |
| Les données manquantes sont à compléter. : depuis la fin du Second Empire |                                |                                      |           |                                        |
| 1871                                                                      |                                | ?                                    |           |                                        |
| 1874                                                                      |                                | ?                                    |           |                                        |
| 1876 (statut ?)                                                           | 1896                           | André Oullier                        |           |                                        |
| 1878                                                                      |                                | André Oullier                        |           | maire sortant                          |
| 1884                                                                      |                                | André Oullier                        |           | maire sortant                          |
| 1888                                                                      |                                | André Oullier                        |           | maire sortant                          |
| 1892                                                                      |                                | André Oullier                        |           | maire sortant                          |
| 1896                                                                      | 1900                           | Jean-Pierre Raffin                   |           |                                        |
| 1900                                                                      | 1912                           | Jean-Pierre Morel                    |           |                                        |
| 1904                                                                      |                                | Jean-Pierre Morel                    |           | maire sortant                          |
| 1908                                                                      |                                | Jean-Pierre Morel                    |           | maire sortant                          |
| 1912                                                                      | 1914                           | Ernest Audibert                      |           |                                        |
| 1914                                                                      | 1918                           | Raffin                               |           | remplaçant                             |
| 1918                                                                      | 1943                           | Ernest Audibert                      |           |                                        |
| 1919                                                                      |                                | Ernest Audibert                      |           | maire sortant                          |
| 1925                                                                      |                                | Ernest Audibert                      |           | maire sortant                          |
| 1929                                                                      |                                | Ernest Audibert                      |           | maire sortant                          |
| 1935                                                                      |                                | Ernest Audibert                      |           | maire sortant                          |
| 1943/1944 (statut ?)                                                      | 1953                           | Albert Lombard                       |           |                                        |
| 1945                                                                      |                                | Albert Lombard                       |           | maire sortant                          |
| 1947                                                                      |                                | Albert Lombard                       |           | maire sortant                          |
| 1953                                                                      | 1983                           | Leopold Brès                         |           |                                        |
| 1959                                                                      |                                | Leopold Brès                         |           | maire sortant                          |
| 1965                                                                      |                                | Leopold Brès                         |           | maire sortant                          |
| 1971                                                                      |                                | Leopold Brès                         |           | maire sortant                          |
| 1977                                                                      |                                | Leopold Brès                         |           | maire sortant                          |
| 1983                                                                      | 1989                           | Etienne Audibert                     |           |                                        |
| 1989                                                                      | 1995                           | Etienne Audibert                     |           |                                        |
| 1995                                                                      | 2000                           | Etienne Audibert                     |           |                                        |
| 2000                                                                      | 2001                           | Joël Lombard                         |           | remplaçant, E. Audibert décédé en 2000 |
| 2001                                                                      | 2008                           | Joël Lombard                         |           |                                        |
| 2008                                                                      | 2014                           | Serge Krier                          |           |                                        |
| 2014                                                                      | 2020                           | Serge Krier                          |           | maire sortant                          |
| 2020                                                                      | En cours (au 24 décembre 2024) | Bérangère Driay[source insuffisante] |           |                                        |

## Population et société

### Démographie
L'évolution du nombre d'habitants est connue à travers les recensements de la population effectués dans la commune depuis 1793. Pour les communes de moins de 10 000 habitants, une enquête de recensement portant sur toute la population est réalisée tous les cinq ans, les populations de référence des années intermédiaires étant quant à elles estimées par interpolation ou extrapolation. Pour la commune, le premier recensement exhaustif entrant dans le cadre du nouveau dispositif a été réalisé en 2006.

En 2022, la commune comptait 247 habitants, en évolution de +5,56 % par rapport à 2016 (Drôme : +2,64 %, France hors Mayotte : +2,11 %).
| 1793 | 1800 | 1806 | 1821 | 1831 | 1836 | 1841 | 1846 | 1851 |
| ---- | ---- | ---- | ---- | ---- | ---- | ---- | ---- | ---- |
| 488  | 450  | 461  | 421  | 470  | 439  | 417  | 447  | 453  |

| 1856 | 1861 | 1866 | 1872 | 1876 | 1881 | 1886 | 1891 | 1896 |
| ---- | ---- | ---- | ---- | ---- | ---- | ---- | ---- | ---- |
| 446  | 436  | 415  | 402  | 405  | 372  | 359  | 366  | 346  |

| 1901 | 1906 | 1911 | 1921 | 1926 | 1931 | 1936 | 1946 | 1954 |
| ---- | ---- | ---- | ---- | ---- | ---- | ---- | ---- | ---- |
| 328  | 339  | 331  | 317  | 299  | 303  | 291  | 284  | 278  |

| 1962 | 1968 | 1975 | 1982 | 1990 | 1999 | 2006 | 2011 | 2016 |
| ---- | ---- | ---- | ---- | ---- | ---- | ---- | ---- | ---- |
| 257  | 223  | 177  | 187  | 164  | 226  | 249  | 227  | 234  |

| 2021 | 2022 | - | - | - | - | - | - | - |
| ---- | ---- | - | - | - | - | - | - | - |
| 242  | 247  | - | - | - | - | - | - | - |

### Enseignement
La commune relève de l'académie de Grenoble.

### Manifestations culturelles et festivités
- Fête : le dimanche après le 12 mai[13].

### Médias
Le territoire de la commune se situe dans l'aire de diffusion de plusieurs médias :
- Presse écrite
  - Le Crestois, hebdomadaire de la vallée de la Drôme.
  - Le Dauphiné libéré, quotidien régional qui consacre, chaque jour, y compris le dimanche, dans son édition de « Valence-Drôme » un ou plusieurs articles à l'actualité du canton et de la commune, ainsi que des informations sur les éventuelles manifestations locales, les travaux routiers, et autres événements divers à caractère local.
  - L'Agriculture Drômoise, journal d'informations agricoles et rurales, couvre l'ensemble du département de la Drôme.
  - Drôme Hebdo (ancien Peuple Libre), hebdomadaire chrétien d'informations.
- Presse audio-visuelle
  - Radio Saint Ferréol est une radio locale émise depuis Crest.
  - Ici Drôme Ardèche est une radio publique diffusée sur son territoire.

## Économie

### Agriculture
En 1992 : céréales, fourrage, ovins, porcins.

## Culture locale et patrimoine

### Lieux et monuments
- Vieux-Suze : ruines médiévales à flanc de montagne[13] (dont ruines du château[réf. nécessaire]).
- Chapelle de Chosséon : ancien prieuré bénédictin[13].
- Chapelle Saint-Pancrace[13].
- Croix de Saint Estèphe[réf. nécessaire]
- Église Saint-Martin des Jaux (XIXe siècle)[13].
- Ancienne Église Saint-Martin de Suze.

### Patrimoine naturel
- Chênes centenaires sur le parcours Autour de Suze[réf. nécessaire].

### Héraldique, logotype et devise
|  | Suze (Drôme) possède des armoiries dont l'origine et le blasonnement exact ne sont pas disponibles. |

## Pour approfondir